# Heidi Range
Heidi India Range (Liverpool, 23 de maio de 1983) é uma cantora e compositora britânica. Ela foi integrante fundadora do grupo feminino Atomic Kitten, embora o tenha deixado dois anos antes de lançar qualquer material. Em 2001, substituiu Siobhan Donaghy no Sugababes, e acumulou seis singles e dois álbuns número um no Reino Unido, antes da separação do grupo em 2011. Desde então, Range vem se concentrando em trabalhos na televisão e em sua maternidade.

## Biografia
Heidi Range nasceu de Paul Range (nascido em 1959) e Karen Livingstone (1961). Range tem dois irmãos, Hayley (nascido em 1980) e Taylor (1997). Range começou a cantar em tenra idade. Seu primeiro show foi quando ela tinha três anos e ela cantou "Hey Little Hen", no Neptune Theather (Teatro Netuno) em Liverpool, sua cidade natal.

## Carreira

### 1998–99: Passagem pelo Atomic Kitten
Em 1997, Range fez o teste para fazer parte do grupo Scooch, mas foi rejeitada por ser muito jovem. Em vez disso, ela se juntou ao Atomic Kitten, um grupo feminino fundado pelo líder da OMD, Andy McCluskey, junto com Liz McClarnon e Kerry Katona. Ela gravou várias demos e o álbum de estreia pretendido com o grupo. Em 1999, Range decidiu deixar o grupo após 8 meses, querendo seguir um estilo de música mais R&B em vez da música pop que o Atomic Kitten estava fazendo e, portanto, foi substituída por Natasha Hamilton.

### 2001–11: Carreira com Sugababes
Tendo começado a trabalhar em um segundo álbum com a nova membro Range, o trio procurou uma nova gravadora, eventualmente assinando com a Island Records. Seu primeiro single no novo rótulo e com a nova formação, "Freak Like Me" tornou-se o primeiro single número um do grupo no Reino Unido. O single de acompanhamento "Round Round" também estreou na liderança do UK Singles Chart e atingiu o número 2 na Irlanda, Nova Zelândia e Países Baixos. Ambos os singles foram certificados prata pelo BPI. Com o sucesso dos singles, o segundo álbum do grupo, Angels with Dirty Faces, estreou no número 2 na UK Albums Chart e foi posteriormente certificado platina tripla, vendendo quase um milhão de cópias no Reino Unido sozinho. No Reino Unido, o terceiro single do álbum, uma balada intitulada "Stronger", deu as meninas seu terceiro hit consecutivo no top 10 em seu país natal. A faixa foi lançada como um lado duplo com "Angels with Dirty Faces" no Reino Unido, para encerrar os trabalhos de divulgação do álbum, o single "Shape" tornou-se tema do filme The Powerpuff Girls Movie, atingindo o top 10 dos Países Baixos e da Irlanda no início de 2003.
O terceiro álbum do grupo, Three, foi lançado no final de 2003 e alcançou o número 3 no UK Albums Chart, ganhando o grupo uma indicação ao Prêmio BRIT para Melhor Álbum. Certificado como multi-platina, vendeu 855 mil cópias até o momento. O álbum foi precedido pelo single single "Hole in the Head", que se tornou o terceiro número 1 do grupo no Reino Unido. Também alcançou o número 2 na Irlanda, nos Países Baixos e na Noruega, e tornou-se o primeiro (e até a data) único de Sugababes a traçar um gráfico nos Estados Unidos, chegando ao número 96 no Billboard Hot 100. O single "Too Lost in You "apareceu na trilha sonora do filme Simplesmente Amor e chegou aos dez melhores da Alemanha, Noruega, Países Baixos e Reino Unido. O terceiro single do álbum, "In the Middle", foi lançado em 2004 e conquistou o grupo de outra indicação ao Prêmio BRIT para Best Single; Como seu sucessor, a balada "Caugh in a Moment", foi para o número 8 no Gráfico de Singles do Reino Unido. Em 2004, o trio cantou no remake de Band Aid 20 de "Do They Know It's Christmas?", que foi para o número 1 no Reino Unido em dezembro.

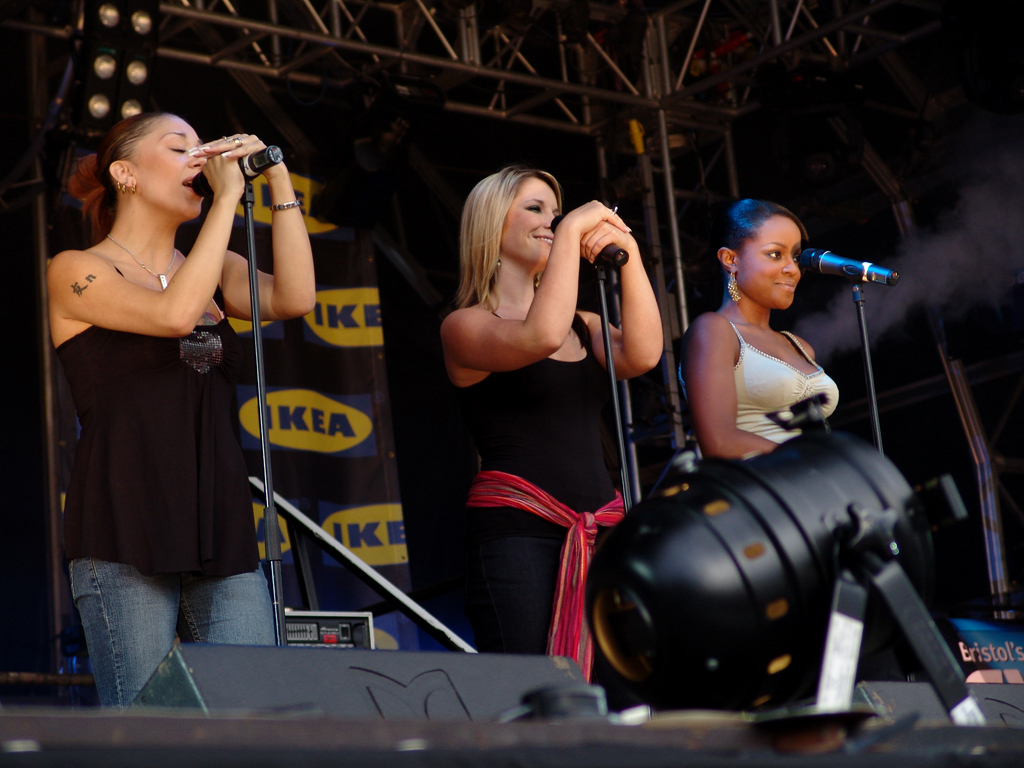
Sugababes em Maio de 2005

Por volta desta época, o "mau humor" percebido pelo grupo, alegados brigas de bastidores publicados pela imprensa eram contantes em tabloide na Grã-Bretanha. Elas foram cercados por rumores contínuos de luta interna dentro do grupo e constantes relatórios divididos. Rumores sugeriram que Buchanan e Buena haviam atacado a Range, embora Range repetidamente negasse tais alegações; Buena mais tarde admitiu que "simplesmente não falava com ela" quando ela se juntou ao grupo no inicio. Buchanan afirmou que houve apenas uma briga séria entre ela e Range durante um show de 2004 em Dublin, em relação a "Toxic" de Britney Spears.
Após um hiato, as Sugababes lançaram seu décimo terceiro single, "Push the Button" em outubro de 2005. A música estreou no número 1 no Reino Unido e permaneceu no cargo por três semanas consecutivas. Também alcançou o número um na Áustria, Irlanda e Nova Zelândia, e chegou aos três primeiros em toda a Europa e na Austrália. Posteriormente sendo certificado de Prata no Reino Unido, foi nomeado mais tarde no BRIT Awards for Best Single. O álbum principal Taller in More Ways tornou-se o primeiro álbum número 1 do grupo no Reino Unido. O grupo conseguiu simultaneamente número 1 com single, álbum, airplay e as tabelas de download simultaneamente, tornando-os o primeiro grupo feminino a alcançar tal façanha. Taller in More Ways foi certificado de dupla platina no Reino Unido.
Seguindo uma aparente doença que impediu Buena de promover o segundo single "Ugly", foi anunciado em 21 de dezembro de 2005 que Buena estava deixando o Sugababes. De acordo com um anúncio em seu site oficial, a decisão de Buena baseou-se puramente em motivos pessoais após o nascimento de sua filha. Amelle Berrabah juntou-se ao Sugababes no final de dezembro de 2005, tendo sido escolhido pela gerência do grupo para substituir Buena.
O terceiro single do Taller in More Ways foi uma versão regravada do "Red Dress", que foi lançado no início de 2006, e deu aos Sugababes seu terceiro hit consecutivo no top 5, entrando no UK Singles Chart no número 4. Berrabah reescreveu três das doze faixas do álbum e co-escreveu uma nova música com Buchanan e Range, chamada "Now You're Gone". As faixas apareceram em um relançamento do Taller in More Ways que atingiu o número 18 no UK Albums Chart. O quarto e último single da obra foi "Follow Me Home", lançado apenas no Reino Unido em junho, onde marcou no número 32.
Em meados de 2006, o grupo voltou ao estúdio para gravar duas novas faixas para sua primeira coleção de grandes sucessos, intitulada Overloaded: The Singles Collection. O single principal da compilação, "Easy" atingiu o número 8 no UK Singles Chart, enquanto o álbum de compilação, lançado em novembro de 2006, chegou ao número 3. O álbum, certificado platina pelo BPI, vendeu 598 mil cópias. Em março de 2007, as Sugababes colaboraram com o grupo britânico Girls Aloud para o décimo oitavo single, um cover da música "Walk This Way" do Aerosmith. A faixa foi lançada como single oficial da Comic Relief. "Walk This Way" tornou-se o quinto número um do grupo no Reino Unido.

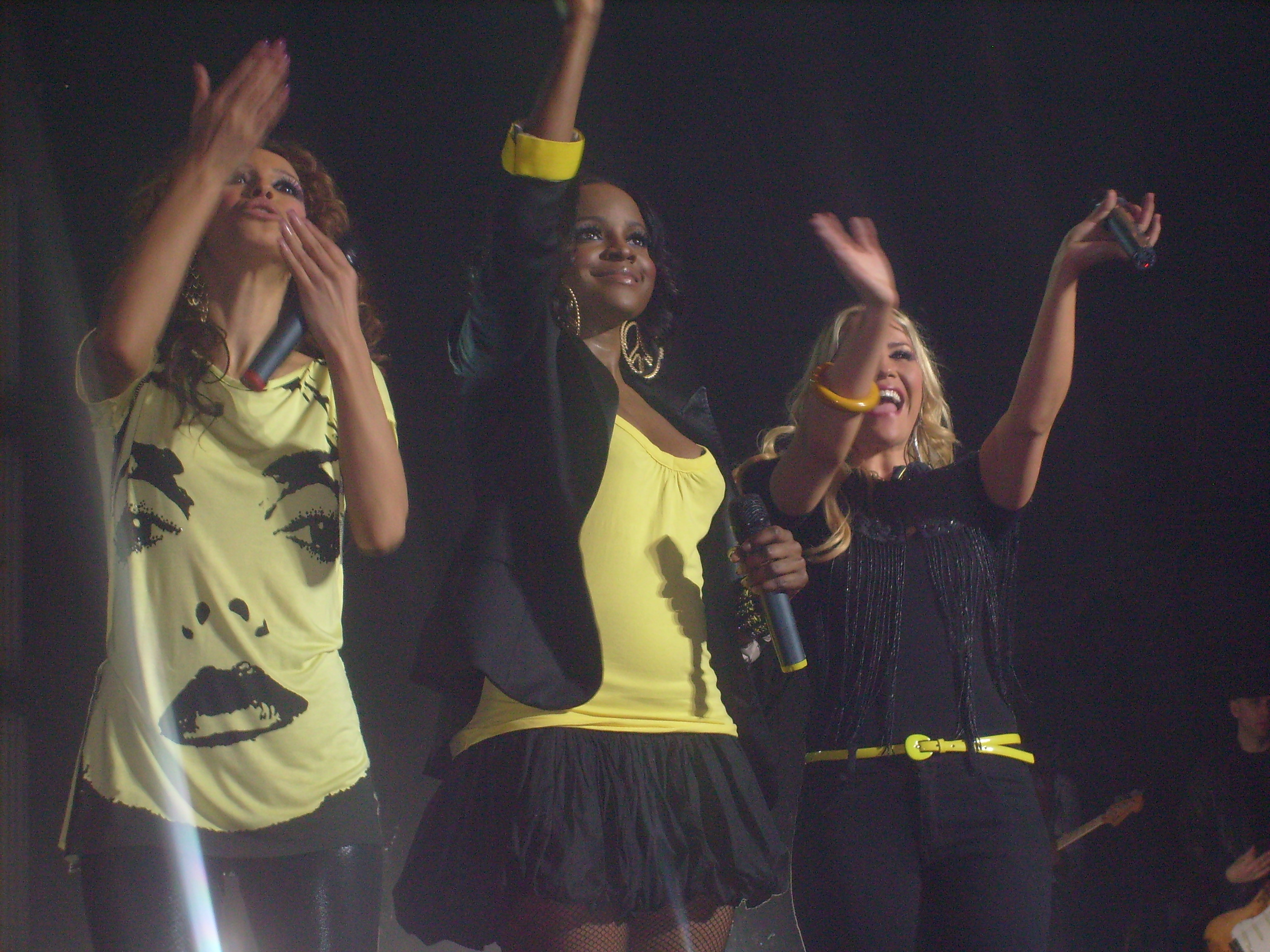
Buchanan em 2008 como parte do grupo Sugababes em sua turnê Change Tour.

Após o seu Greatest Hits Tour, as Sugababes voltaram para o estúdio de gravação em meados de 2007 para trabalhar no Change, seu quinto álbum de estúdio e o primeiro em apresentar Berrabah em todas as faixas. "About You Now" foi lançado e atingiu o número um em setembro de 2007. Após o lançamento, a música tornou-se o sexto pódio do grupo no Reino Unido e o primeiro topógrafo húngaro. Permaneceu na liderança do UK Singles Chart por quatro semanas. "About You Now" foi nomeado para um Prêmio BRIT 2008 por Melhor single britânico e está até hoje é o single mais vendido do grupo, com vendas em quase 500.000 cópias. Na edição de 2009 do Guinness Book of World Records, "About You Now" foi listado como a "primeira faixa de um grupo pop britânico a conseguir o número um no gráfico de singles unicamente por downloads". A canção também foi nomeada como o "maior salto de uma canção para o número um no gráfico do Reino Unido".
Em outubro de 2007, Change tornou-se o segundo álbum do grupo, número 1 no Reino Unido. Pela segunda vez, o grupo encabeçou os álbuns de singles, álbuns e download em simultâneo. A faixa do título do álbum "Change" foi lançada como o segundo single em dezembro de 2007 e alcançou o número 13 no Reino Unido. O álbum vendeu 494 mil cópias no Reino Unido e foi certificado de platina. O terceiro e último single do Change foi "Denial", que atingiu o número 15. De março a maio de 2008, as Sugababes viajaram pelo Reino Unido na Change Tour.
Após o Change Tour, Sugababes voltou ao estúdio para escrever e gravar faixas para seu sexto álbum de estúdio, Catfights and Spotlights. Foi relatado que o produtor Timbaland se aproximou dos Sugababes para trabalhar no sexto álbum do grupo, mas devido a restrições de tempo, uma colaboração não ocorreu. "Girls", o primeiro single da Catfights and Spotlights foi lançado em outubro de 2008. O single alcançou o número 3 no Reino Unido, tornando-se o primeiro single de estréia de um álbum do grupo, desde One Touch a não alcançar o número 1. O álbum alcançou o número 8 no UK Albums Chart. O segundo e último single da obra, "No Can Do", foi lançado em dezembro e alcançou o número 23 no Reino Unido. Em janeiro de 2009, a Performing Right Society denominou a Sugababes, a quarta banda de trabalho mais difícil de 2008 devido ao número de concertos que realizaram durante esse ano.
Após o lançamento sem muita repercussão de "No Can Do", o grupo anunciou que não haveria uma turnê em 2009 em apoio da Catfights e Spotlights para que elas pudessem se concentrar em escrever e gravar material para seu sétimo álbum de estúdio. As Sugababes viajaram para os Estados Unidos para trabalhar no sétimo álbum de estúdio, Sweet 7. Em abril de 2009, as Sugababes assinaram um contrato com o rótulo de Jay-Z, a Roc Nation, resultando em trabalhar com produtores de alto padrão. Berrabah também colaborou com Tinchy Stryder para a faixa "Never Leave You", o terceiro single de seu segundo álbum, Catch 22 em agosto de 2009. O single estreou em cima das paradas do Reino Unido, fazendo Berrabah o único membro do Sugababes, passado e presente, a alcançar um número um fora do grupo. O primeiro single do Sweet 7, "Get Sexy", estreou no número 2 no UK Singles Chart em setembro de 2009.
Em 21 de setembro de 2009, foi anunciado oficialmente que Buchanan havia abandonado o grupo, resultando no Sugababes não manter nenhuma de suas membros originais. Buchanan foi substituída pelo antiga participante do Eurovision, Jade Ewen. Buchanan revelou no Twitter que não era sua decisão deixar o projeto, resultando em alguns jornalistas especularem que ela havia sido "demitida". Em 1º de julho de 2011, Buchanan supostamente teria abordado a atual formação de Sugababes no festival Barclaycard Wireless em Londres, onde as meninas teriam uma reunião "de olhos lacrimejantes" e deixariam o passado para trás. Foi a primeira vez em dois anos que Buchanan viu as ex-colegas de banda Range e Amelle Berrabah. Foi também a primeira vez que Buchanan conheceu oficialmente sua 'substituta' Jade Ewen. A nova membro, Ewen, viajou de avião para os Estados Unidos para filmar o videoclipe do single "About a Girl" apenas alguns dias depois que foi anunciado que Buchanan havia deixado o grupo. "About a Girl" alcançou o número 8 no Reino Unido, durante um cronograma de promoções Berrabah voou para a Áustria para tratamento de exaustão nervosa resultante da mudança de formação no grupo. No final de 2009, "Wear My Kiss" foi extraído para lançamento em fevereiro de 2010 como o terceiro single da obra, com o álbum, originalmente previsto para o lançamento em novembro de 2009, com atraso até março de 2010. "Wear My Kiss" estreou e alcançou o número 7 no Reino Unido, fazendo do Sweet 7 o primeiro álbum do Sugababes desde Taller in More Ways a não conter pelo menos três top 3. O álbum estreou e alcançou o número 14 no Reino Unido.
Em março de 2010, a ex-integrante do grupo Mutya Buena solicitou à Autoridade Europeia de Marcas Registradas a propriedade do nome do grupo. O pedido foi apresentado em meio à controvérsia da saída de Buchanan, na qual Buena insistiu que "os Sugababes terminaram" por não ter pelo menos uma membro fundadora ainda no grupo. Foi confirmado que Buena obteve direitos para usar o nome em papel, papelão e mercadorias; Nomeadamente artigos de papelaria, papel de embrulho de presente e fitas de papel de embrulho de presente. Também foi revelado no mesmo mês que eles foram desligadas da Roc Nation, devido às fracas vendas do Sweet 7. Em 2011, as Sugababes lançou o single "Freedom" que supostamente seria o primeiro single do seu novo álbum chamado Freedom', que foi lançado como um download gratuito. O grupo logo em seguida se desfez. 

### 2012–presente: Aparições televisivas e trabalhos como atriz
Range apareceu na temporada de 2012 do Dancing on Ice da ITV1. Seu parceiro era Sylvain Longchambon, mas depois que ele se machucou, ela foi parceira do patinador russo Andrei Lipanov. Em janeiro de 2012, Heidi Range revelou que estava pensando em gravar um álbum solo. Em 19 de fevereiro de 2012, Range e Sebastien Foucan foram eliminados em uma dupla eliminação. Em junho de 2012, a Range anunciou que as Sugababes estavam naquele momento escrevendo material no estúdio, mas não têm planos de lançar nenhum em um futuro próximo.
Em 18 de dezembro de 2012, foi relatado que Range iria se juntar às Spice Girls e substituir Victoria Beckham, no entanto Emma Bunton e Range rapidamente negaram os rumores, com Bunton dizendo: "Nenhuma das Spice Girls jamais pode ou poderia ser substituída, um absurdo dos jornais". Com Range ironizando "Ahh, eu estava me preparando para ser uma Suga Spice, haha x". Em março de 2013, foi anunciado que o Range apareceria no Totally Senseless, uma série da ITV1 como capitão de equipe, com Brian Dowling e Steve Jones como apresentadores. A série não foi transmitida pela ITV. Range participou da 8ª série do Celebrity MasterChef, exibida no verão de 2013, mas foi a primeira a ser eliminada.
Ela apareceu como protagonista feminina de Pinky Tuscadero em um musical de Happy Days em turnê pelo Reino Unido.Desde fevereiro de 2016, ela apareceu no musical The West Of The Worlds, do West End, como Beth.

## Vida pessoal
Range estava noiva de Dave Berry, apresentador da MTV e Capital London, que a pediu em namoro na véspera de Ano Novo enquanto estava de férias na Índia. Range declarou suas intenções de se casar no inverno de 2012, mas em 10 de dezembro de 2011, Range afirmou que o casal se separou após oito anos juntos. Heidi casou-se com Alex Partakis em Florença em 3 de setembro de 2016. Em 31 de julho de 2017, Range confirmou em seu post oficial no Twitter que estava esperando seu primeiro filho. Em 21 de janeiro de 2018, ela e o marido receberam a primeira filha, Aurelia Honey Partakis.

## Discografia
Com Sugababes:

## Prêmios
- Range ganhou o prêmio de "Contribuição na Música" (Contribution In Music Award) em 2006 no Local Heroes Awards, em Liverpool.
- Ela foi a única Sugababes a entrar na lista das mulheres mais sexy do mundo da revista FHM ficando em #94 em 2007.